# Sin City – město hříchu
Sin City – město hříchu (anglicky Sin City) je americký akční neo-noir thriller z roku 2005 od režisérů Franka Millera, Roberta Rodrigueze a hostujícího Quentina Tarantina. Hlavní role si zahráli Clive Owen, Mickey Rourke, Bruce Willis, Josh Hartnett a Elijah Wood. Snímek se skládá ze čtyř příběhů a je založen na stejnojmenné sérii tří komiksů Franka Millera (The Hard Goodbye, The Big Fat Kill a That Yellow Bastard). Příběhy se odehrávají v temném, bídném a zkorumpovaném městě Basin City přezdívaném Sin City (Město hříchu).

## O filmu
Film se vyznačuje unikátním barevným zpracováním, ve kterém je většina filmu zobrazena černobíle, jen některé vybrané objekty barevně.
Film byl promítán v roce 2005 na Filmovém festivalu v Cannes, kde byl nominován na Zlatou palmu a za své vizuální zpracování získal Technickou cenu (Technical Grand Prize). V roce 2006 byl nominován na filmovou cenu Český lev jako Nejlepší zahraniční film.

## Děj

### The Customer Is Always Right (část 1)
Muž vstoupí na terasu výškové budovy, kde se mladá dívka dívá dolů na Basin City. Nabídne jí cigaretu a řekne, že vypadá jako někdo, kdo je příliš unaven a nechce už utíkat. On sem přišel kvůli ní, aby ji zachránil. Když se navzájem políbí, střelí ji pistolí a dívka mu umírá v náručí.

### That Yellow Bastard (část 1)
V docích Basin City pátrá stárnoucí policista John Hartigan po sériovém vrahovi dětí Roarkovi Juniorovi, který unesl jedenáctiletou Nancy Callahanovou a chystá se zgustnout si na ní. Junior je synem vlivného senátora Roarka, který uplácí policii, aby kryl svého syna. Hartiganův policejní parťák Bob se Johna snaží zastavit, ale ten jej srazí k zemi. Přestože má Hartigan problémy se srdcem (angina pectoris), podaří se mu dostat se přes Juniorovy kumpány až k němu. Ustřelí mu ucho, ruku a genitálie. Bob, který se mezitím zbrchal přibíhá k molu a střelí Hartigana do zad (je podplacen senátorem). Hartigan sedí na molu opřen o zábradlí s Nancy na klíně a přemýšlí o tom, že jeho smrt za život děvčátka je dobrý obchod.

### The Hard Goodbye
Část vycházející z The Hard Goodbye je o ohyzdném muži jménem Marv, který se rozhodne nemilosrdně pomstít smrt prostitutky Goldie, která mu za jednu noc dala víc, než kdy poznal – cit. Musí uniknout z pasti, když vrah zavolal policii, která se blíží k jeho pokoji. Postupně se propracovává k nebezpečnému zabijákovi Kevinovi, kterého se mu ve spolupráci s Wendy (sestra Goldie) podaří zlikvidovat. Ve vraždách je zapleten i kardinál Roark, který se Kevina ujal. Oba společně pojídali maso prostitutek a zároveň s ním i jejich duše. Marv umučí kardinála k smrti, ke konci do jeho rezidence vtrhne policie a Marv je zajat. Policie jej obviní ze všech vražd, i z těch, které spáchal Kevin s kardinálem. Na cele smrti jej navštíví Wendy, která je mu vděčná za pomstu smrti své sestry Goldie. Marv je další den popraven na elektrickém křesle.

### The Big Fat Kill
Shellie obtěžuje její bývalý přítel Jackie Boy. Její současný přítel ho překvapí při močení a vymáchá mu hlavu v záchodě. Je to varování, aby Shellie nechal na pokoji. Jackie Boy se svými kumpány odjíždí do Old Townu, kde se zaměří na Becky, mladou prostitutku. Dwight jej nenápadně sleduje, přičemž přeslechl varování Shellie, aby to nedělal. Tady se setká s Gail, vůdkyní prostitutek, které vládnou Old Townu. Panuje příměří mezi prostitutkami, mafií a policií. Dwight je svědkem zabití Jackie Boye. Když ten vytáhne pistoli na Becky, zasáhne Miho, mladá expertka bojových umění a rozseká bandu Jackieho Boye včetně jeho samotného. Dwight najde u něj policejní odznak a uvědomí si, že jde o Jonathana Raffertyho, policejního detektiva považovaného tiskem za hrdinu. Jestliže se policie dozví, jak zemřel, jejich dohoda s prostitukami vezme za své a v Old Townu zavládne násilí. Dwight chce odvézt těla do asfaltové jámy. Protože se nevejdou do kufru automobilu, Miho je katanou naporcuje na malé části. Kufr je nacpán až po okraj, přesto jedno tělo zbylo (Jackieho Boye). Toho musí dát Dwight dopředu na místo spolujezdce. U jámy je přepaden najatými vrahy bosse Wallenquista. Potápí se do asfaltu, odkud jej zachrání Miho. Wallenquistovi poskoci vzali Raffertyho hlavu. Dwight s Miho ji musí získat zpět. Mezitím jsou prostituky přepadeny gangem Manuteho, když je zradila mladá Becky. Na scénu přichází Dwight, kterému se ve spolupráci s Miho podařilo získat hlavu zpět. Nabízí Manutemu výměnu Raffertyho hlavy za život Gail. Manute souhlasí a když je Gail u Dwighta, chce vědět, proč by je neměl postřílet. Dwight stiskne tlačítko a bomba v Raffertyho hlavě exploduje. Zbytek gangsterů je postřílen prostitutkami, které se rozmístily na okolních střechách. Zraněná Becky uteče.

### That Yellow Bastard (část 2)
Hartigan se zotavuje v nemocnici. Senátor Roark jej informuje, že Junior je v kómatu. Hartiganovi zařídil nákladnou léčbu, aby shnil ve vězení poté, co bude obviněn za všechny vraždy. Nancy Johnovi slíbí, že mu bude psát každý týden, což dodrží. Hartigan se odmítá přiznat a je mlácen svými bývalými kolegy. Je mu rovněž vyhrožováno. Hartigan nechce povolit a ohrozit Nancy. Po osmi letech přestanou dopisy přicházet, přijde jen obálka s uřízlým prstem. John znejistí. Má obavy o Nancy a přizná se ke všem vraždám, což vede k jeho podmínečnému propuštění. Vyhledá nyní devatenáctiletou Nancy aniž by věděl, že je sledován odpudivým žlutým mužem. Nancy je tanečnicí v jednom zaplivaném baru. V hotelovém pokoji prozradí Hartiganovi, že ji k němu nepoutá pouze vděk za záchranu svého života, ale i láska. Hartigan to nechce připustit, ačkoli má problémy odolat pokušení. Napadne ho, že byl propuštěn pouze proto, aby dovedl Roarka k Nancy. Je to správná dedukce, odporný žlutý muž je Roark Junior, který baží po pomstě. Zaútočí na dvojici a odveze Nancy na farmu. Hartigan je blízko smrti oběšením, ale dostane se z oprátky, zabije dvojici nájemných vrahů a pronásleduje Juniora v automobilu značky Ferrari na farmu. Tam z něj vytříská život. Ví, že senátor Roark mu nedá pokoj, dokud bude živý a tak pod záminkou pošle Nancy pryč. Pak se zastřelí, když opět považuje život Nancy oproti své smrti za výhodný obchod.

### The Customer Is Always Right (část 2)
Ošetřená Becky odchází z nemocnice a ve výtahu narazí na obchodníka (který zabil mladou dívku v první části) oblečeného jako doktor. Nabídne jí cigaretu, přičemž ji osloví její jménem. Film v tomto momentě končí, osud Becky zůstává neznámý.

## Citáty
„Jest mou trýznivou povinností vyjádřit jistou nelibost nad vaším zbrklým a neuváženým výběrem tohoto nápadného a pro náš účel zcela nevhodného vozu, pane Schlubbe. V souvislosti s naším posláním vás musím podrobit dotazu. Povězte, kam do tohoto aerodynamického, leč kufrem nevybaveného kočáru, jehož kulervoucnost nepopírám, kam do něho uložíme náš nedávno usmrcený náklad?“ (Douglas Klump zpovídá svého komplice Burta Schlubba ohledně výběru automobilu značky Ferrari pro jejich akci)

## Herecké obsazení
| Mickey Rourke      | Marv                   |
| Bruce Willis       | detektiv John Hartigan |
| Elijah Wood        | Kevin                  |
| Michael Madsen     | Bob                    |
| Jessica Alba       | Nancy Callahan         |
| Alexis Bledel      | Becky                  |
| Benicio del Toro   | Jackie Boy             |
| Clive Owen         | Dwight McCarthy        |
| Brittany Murphyová | barmanka Shellie       |
| Josh Hartnett      | nájemný zabiják        |
| Rosario Dawson     | Gail                   |
| Carla Guginová     | Lucille                |
| Jaime King         | Goldie / Wendy         |